# Campeonato Europeo de Tiro con Arco al Aire Libre de 2021
El XXVI Campeonato Europeo de Tiro con Arco al Aire Libre se celebró en Antalya (Turquía) entre el 31 de mayo y el 6 de junio de 2021 bajo la organización de la Unión Europea de Tiro con Arco (WAE) y la Federación Turca de Tiro con Arco.
Inicialmente, el campeonato iba a realizarse del 20 y el 26 de mayo de 2020, pero debido a la pandemia de COVID-19 el evento fue pospuesto para el año 2021.

## Resultados

### Masculino
| Evento                            | Oro                                                                | Plata                                                     | Bronce                                                                           |
| --------------------------------- | ------------------------------------------------------------------ | --------------------------------------------------------- | -------------------------------------------------------------------------------- |
| Arco recurvo individual (06.05)   | Pablo Acha · España                                                | Galsan Bazarzhapov · Rusia                                | Moritz Wieser · Alemania                                                         |
| Arco recurvo por equipo (06.05)   | Sjef van den Berg · Rick van der Ven · Steve Wijler · Países Bajos | Olexi Hunbin · Heorhi Ivanytsky · Ivan Kozhokar · Ucrania | Galsan Bazarzhapov · Aldar Tsybikzhapov · Beligto Tsynguyev · Rusia              |
| Arco compuesto individual (05.05) | Yakup Yıldız Turquía                                               | Mathias Fullerton Dinamarca                               | Łukasz Przybylski · Polonia                                                      |
| Arco compuesto por equipo (05.05) | Evren Çağıran Furkan Oruç Yakup Yıldız Turquía                     | Quentin Baraër Nicolas Girard Adrien Gontier Francia      | Dimitrios-Konstantinos Drakiotis · Stavros Kumertas · Andreas Zajarakis · Grecia |

### Femenino
| Evento                            | Oro                                                         | Plata                                                            | Bronce                                                 |
| --------------------------------- | ----------------------------------------------------------- | ---------------------------------------------------------------- | ------------------------------------------------------ |
| Arco recurvo individual (06.05)   | Lisa Barbelin Francia                                       | Karyna Dziominskaya · Bielorrusia                                | Denisa Baránková · Eslovaquia                          |
| Arco recurvo por equipo (06.05)   | Svetlana Gomboyeva · Yelena Osipova · Xeniya Perova · Rusia | Michelle Kroppen · Charline Schwarz · Lisa Unruh · Alemania      | Kirstine Andersen Randi Degn Maja Jager Dinamarca      |
| Arco compuesto individual (05.05) | Tanja Gellenthien Dinamarca                                 | Ella Gibson Reino Unido                                          | Sanne de Laat · Países Bajos                           |
| Arco compuesto por equipo (05.05) | Sophie Dodémont Lola Grandjean Tiphaine Renaudin Francia    | Sanne de Laat · Inge van der Ven · Jody Vermeulen · Países Bajos | Irene Franchini · Sara Ret · Marcella Tonioli · Italia |

### Mixto
| Evento                            | Oro                                         | Plata                              | Bronce                                               |
| --------------------------------- | ------------------------------------------- | ---------------------------------- | ---------------------------------------------------- |
| Arco recurvo por equipo (06.05)   | Yelena Osipova · Aldar Tsybikzhapov · Rusia | Elia Canales · Pablo Acha · España | Magdalena Śmiałkowska · Kacper Sierakowski · Polonia |
| Arco compuesto por equipo (05.05) | Sarah Prieels · Reginald Kools · Bélgica    | Lisell Jäätma Robin Jäätma Estonia | Janine Meißner · Tim Krippendorf · Alemania          |

## Medallero
| Núm. | País         | Oro | Plata | Bronce | Total |
| ---- | ------------ | --- | ----- | ------ | ----- |
| 1    | Rusia        | 2   | 1     | 1      | 4     |
| 2    | Francia      | 2   | 1     | 0      | 3     |
| 3    | Turquía      | 2   | 0     | 0      | 2     |
| 4    | Dinamarca    | 1   | 1     | 1      | 3     |
| 4    | Países Bajos | 1   | 1     | 1      | 3     |
| 6    | España       | 1   | 1     | 0      | 2     |
| 7    | Bélgica      | 1   | 0     | 0      | 1     |
| 8    | Alemania     | 0   | 1     | 2      | 3     |
| 9    | Bielorrusia  | 0   | 1     | 0      | 1     |
| 9    | Estonia      | 0   | 1     | 0      | 1     |
| 9    | Reino Unido  | 0   | 1     | 0      | 1     |
| 9    | Ucrania      | 0   | 1     | 0      | 1     |
| 13   | Polonia      | 0   | 0     | 2      | 2     |
| 14   | Eslovaquia   | 0   | 0     | 1      | 1     |
| 14   | Grecia       | 0   | 0     | 1      | 1     |
| 14   | Italia       | 0   | 0     | 1      | 1     |
|      | TOTAL        | 10  | 10    | 10     | 30    |